# Pugh Rogefeldt
Pugh Rogefeldt, pseudonimo di Anders Sture Torbjörn Rogefeldt (Västerås, 2 marzo 1947 – Slite, 1º maggio 2023), è stato un cantante svedese.

## Biografia
Pugh Rogefeldt ha esordito nell'industria discografica con l'album in studio Ja, dä ä dä (1969), premiato con un Grammis. Bamalama (1977) è stato il suo primo LP a entrare la top ten della Sverigetopplistan.
Ha in seguito cercato di rappresentare la Svezia all'Eurovision Song Contest, partecipando al Melodifestivalen nel 1978. Attityder (1978) ha conquistato la 34ª posizione della classifica svedese, mentre Het (1981) si è collocato al 6º posto.
Face (1983) è divenuto il suo quarto ingresso nella Sverigetopplistan, facendo l'entrata alla 39ª posizione. Pugh Rogefeldt (1986) ha fatto l'esordio in classifica al 47º posto. Människors hantverk (1991) è stato il suo terzo disco a raggiungere la top 20 svedese.
Otto anni più tardi è ritornato sulle scene musicali con l'album Maraton, classificatosi 39º. Pughs bästa (2003) è stato il suo unico progetto a ricevere la certificazione di platino dalla IFPI Sverige.
Opluggad Pugh (2005) ha fatto l'ingresso nella graduatoria svedese alla 31ª posizione. Vinn hjärta vinn, invece, ha finito per posizionarsi all'interno della top 20.

## Discografia

### Album in studio
- 1969 – Ja, dä ä dä
- 1970 – Pughish
- 1972 – Hollywood
- 1973 – Pugh on the Rocks
- 1974 – Bolla och rulla
- 1977 – Bamalama
- 1978 – Attityder
- 1981 – Het
- 1983 – Face
- 1985 – Hammarhjärta
- 1986 – Pugh Rogefeldt
- 1991 – Människors hantverk
- 1999 – Maraton
- 2005 – Opluggad Pugh
- 2008 – Vinn hjärta vinn

### EP
- 2023 – Guds finger

### Raccolte
- 1978 – Pugh 1968–1978
- 1989 – Pugh's klassiker
- 1991 – Aftonfalken
- 1993 – Bilder
- 1994 – 22
- 2000 – Guldkorn
- 2003 – Pughs bästa
- 2003 – Pugh
- 2004 – Guldgruvan – kuriosa 1968–2002
- 2005 – Klassiker
- 2012 – Dä va då dä

### Singoli
- 1968 – Haru vart på cirkus
- 1969 – Här kommer natten
- 1970 – Föräldralåten
- 1972 – En gång tog jag tåget bort
- 1972 – Slavsång
- 1974 – Dinga linga Lena
- 1978 – Nattmara
- 1978 – Solenergi
- 1981 – Stockholm
- 1981 – Tuggummit
- 1982 – Pop o twist
- 1986 – Två lika är ett
- 1989 – En ny rebell i byn
- 1990 – Snart kommer det en vind
- 1991 – Ingenting för ingenting
- 1991 – Bröllopsklockor
- 1992 – Det är aldrig för sent
- 2022 – Fasta klippa